# Alexander Schmidt (politician)
Alexander Karlovici Schmidt (rusă Александр Карлович Шмидт, n. 1879, Chișinău, Imperiul Rus – d. 1954, Toshkent, Republica Sovietică Socialistă Uzbecă, URSS) a fost un politician moldovean, primar de Chișinău între 1917-1918. El a fost fiul lui Carol Schmidt.

## Biografie
Ultimul primar din timpul administrației țariste, acesta a fost destituit o dată cu avansul trupelor române în Basarabia. Împreună cu Aleksandr Krupensky, acesta a fost fondator al societății antiromânești rusofile pentru "salvarea Basarabiei de ocupația românească", militând pentru alipirea ei la Republica Rusă sau la Republica Populară Ucraineană. Această organizație reunea atât moșieri și conservatori ruși din Basarabia, cât și comuniști basarabeni.
Istoricul Anton Moraru susține că Schmidt s-a autoproclamat "dușman al României" și chiar a organizat activități teroriste pentru a împiedica unirea cu România. Directorul General de Război al RD Moldovenești, Gherman Pântea, chiar a recomandat autorităților militare române împușcarea lui Schmidt.
Tot împreună cu Krupenski, acesta a prezentat în cadrul conferinței de pace de la Paris "argumente" pentru dezlipirea Basarabiei de România. În perioada interbelică, cei 2 au oferit nenumăroase interviuri presei străine în care povesteau despre "persecuția intelectualilor basarabeni, bănuiți a fi rusofili", cât și pentru propagarea celebrului mit al "jandarmului român".
În ciuda originii sale nobile, o parte din tezele antiromânești ale lui Schmidt (și Krupenski) au fost folosite și de propaganda sovietică.